# Найдич, Аркадий Михайлович
Аркадий Найдич (нем. Arkadij Naiditsch; род. 25 октября 1985, Рига) — болгарский, в прошлом азербайджанский, немецкий и латвийский шахматист, гроссмейстер (2001). Победитель XVIII командного чемпионата Европы в составе команды Германии (2011) и XXI в составе команды Азербайджана (2017).

## Биография
Родился в Риге в еврейской семье. В 1995 году побеждает на первенстве Европы до 10 лет в Вердене и занимает 2-е место на первенстве мира среди юниоров. В 1996 году семья Найдич переезжает из Риги в Дортмунд. В последующие годы Аркадия Найдича тренируют многие гроссмейстеры. В 15 лет сам становится гроссмейстером.
В начале 2005 года становится гражданином Германии.
В 2014 году (9 августа) на 41-й шахматной олимпиаде в норвежском Тромсё, впервые победив чемпиона мира Магнуса Карлсена, становится членом символического клуба Михаила Чигорина. В апреле 2018 года счет Аркадия Найдича в четырёх личных встречах с чемпионом мира составил +2,-1,=1. Этот результат позволил ему стать членом символического клуба Ефима Боголюбова.
Летом 2015 года переходит в азербайджанскую шахматную федерацию.
Имеет трёх сестёр: Ирина (1986), Евгения (1987), Мария (1988), которые также выступают в шахматных соревнованиях.
В октябре 2014 года женился на украино-израильской шахматистке Юлии Швайгер.

## Спортивные достижения
| Год       | Город                     | Турнир                                                         | +   | −   | =   | Результат      | Место       |
| --------- | ------------------------- | -------------------------------------------------------------- | --- | --- | --- | -------------- | ----------- |
| 2005      | Дортмунд                  | 33-й международный турнир                                      | 3   | 1   | 5   | 5½ из 9        | 1           |
| 2006      | Турин                     | XXXVII-я олимпиада                                             | 4   | 2   | 4   | 6 из 10        |             |
| 2007      | Ханты-Мансийск            | Кубок мира ФИДЕ Одна шестьдесят четвёртая Одна тридцать вторая | 1 0 | 0 0 | 1 2 | 1½ из 2 1 из 2 |             |
| 2007/2008 | различные города Германии | Schachbundesliga 2007/2008                                     | 10  | 0   | 3   | 11½ из 13      |             |
| 2008      | Дортмунд                  | 36-й международный турнир                                      | 2   | 2   | 3   | 3½ из 7        | 6           |
|           | Дрезден                   | XXXVIII-я олимпиада                                            | 3   | 2   | 5   | 5½ из 10       |             |
| 2008/2009 | различные города Германии | Schachbundesliga 2008/2009                                     | 8   | 1   | 3   | 9½ из 12       |             |
| 2009      | Пойковский                | 10-й международный турнир                                      | 3   | 5   | 1   | 3½ из 9        | 8           |
|           | Дортмунд                  | 37-й международный турнир                                      | 0   | 4   | 6   | 3 из 10        | 6           |
| 2009/2010 | различные города Германии | Schachbundesliga 2009/2010                                     | 8   | 3   | 2   | 9 из 13        |             |
| 2010      | Пойковский                | 11-й международный турнир                                      | 1   | 3   | 7   | 4½ из 11       | 10          |
|           | Дортмунд                  | 38-й международный турнир                                      | 2   | 4   | 4   | 4 из 10        | 5           |
| 2010/2011 | различные города Германии | Schachbundesliga 2010/2011                                     | 12  | 0   | 3   | 13½ из 15      |             |
| 2011      | Порто Каррас              | 18-й командный чемпионат Европы                                | 3   | 1   | 4   | 5 из 8         | 1 командное |
| 2011/2012 | различные города Германии | Schachbundesliga 2011/2012                                     | 7   | 0   | 8   | 11 из 15       |             |

## Изменения рейтинга
| Графики недоступны из-за технических проблем. См. информацию на Фабрикаторе и на mediawiki.org. |